# Marius Mayrhofer
Marius Mayrhofer (Tübingen, 18 september 2000) is een Duits wielrenner die sinds 2024 rijdt voor Tudor Pro Cycling Team.

## Carrière
Mayrhofer werd in 2018 tweede tijdens de Wereldkampioenschappen wielrennen voor junioren. Vanaf 2019 ging hij rijden voor Development Team Sunweb.

## Palmares
2017
 Duits kampioenschap op de weg, junioren
2e etappe Ronde van Opper-Oostenrijk, junioren
2018
GP Bob Jungels, junioren
1e en 2e etappe deel b Vredeskoers, junioren
1e etappe Ronde van Opper-Oostenrijk, junioren
Puntenklassement Ronde van Opper-Oostenrijk, junioren
Trofeo comune di Vertova Memorial Pietro Merelli, junioren
 Wereldkampioenschap op de weg, junioren
2023
Cadel Evans Great Ocean Road Race
2025
3e etappe Boucles de la Mayenne

## Resultaten in voornaamste wedstrijden
| Jaar | Ronde van Italië | Ronde van Frankrijk | Ronde van Spanje |
| ---- | ---------------- | ------------------- | ---------------- |
| 2022 |                  |                     |                  |
| 2023 | 74e              |                     |                  |
| 2024 | opgave           |                     |                  |
| 2025 |                  | 83e                 |                  |

| Jaar | Milaan-San Remo | Gent-Wevelgem | Ronde van Vlaanderen | Parijs-Roubaix | Amstel Gold Race | Parijs-Tours |
| ---- | --------------- | ------------- | -------------------- | -------------- | ---------------- | ------------ |
| 2022 |                 |               |                      | opgave         |                  |              |
| 2023 | 115e            |               |                      |                |                  |              |
| 2024 | 111e            | 18e           | opgave               |                |                  | 105e         |
| 2025 |                 | opgave        | opgave               | 19e            | opgave           |              |

## Ploegen
- 2019 –  Development Team Sunweb
- 2020 –  Development Team Sunweb
- 2021 –  Development Team DSM
- 2022 –  Team DSM
- 2023 –  Team DSM
- 2024 –  Tudor Pro Cycling Team
- 2025 –  Tudor Pro Cycling Team

Arensman · Arndt · Bardet · Bittner (vanaf 1/8) · Bol · Brenner · Combaud · Dainese · Degenkolb · Denz · Donovan · Eekhoff · Hamilton · Heinschke · Hvideberg · A. Kragh Andersen · S. Kragh Andersen · Leknessund · Markl · Mayrhofer · Naberman · Nieuwenhuis · Pedersen · Rodenberg · Stork · Tusveld · van Uden (vanaf 1/8) · Vandenabeele · Vermaerke · Welsford
Andresen · Bardet · Bevin · Bittner · Brenner · Combaud · Dainese · Degenkolb · Dinham · Edmondson · Eekhoff · Hamilton · Heinschke · Hvideberg · Leknessund · Markl · Mayrhofer · Milesi · Naberman · Onley · Poole · Rodenberg · Stork · Tusveld · van Uden · Vandenabeele · Vanhoucke (tot 14/8) · Vermaerke · Welsford
Bohli · Brenner · Brun · Charrin · Dainese · de Kleijn · J. Eriksson · L. Eriksson · Froidevaux · Heming · Kamp · Kelemen · Kluckers · Kolze Changizi · Krieger · Mayrhofer · Pellaud · Pluimers · Reichenbach · Rondel (vanaf 20/7) · Storer · Stork · Suter · Thalmann · Trentin · Voisard · Wilksch · Wirtgen · Zijlaard